# Beatrijs

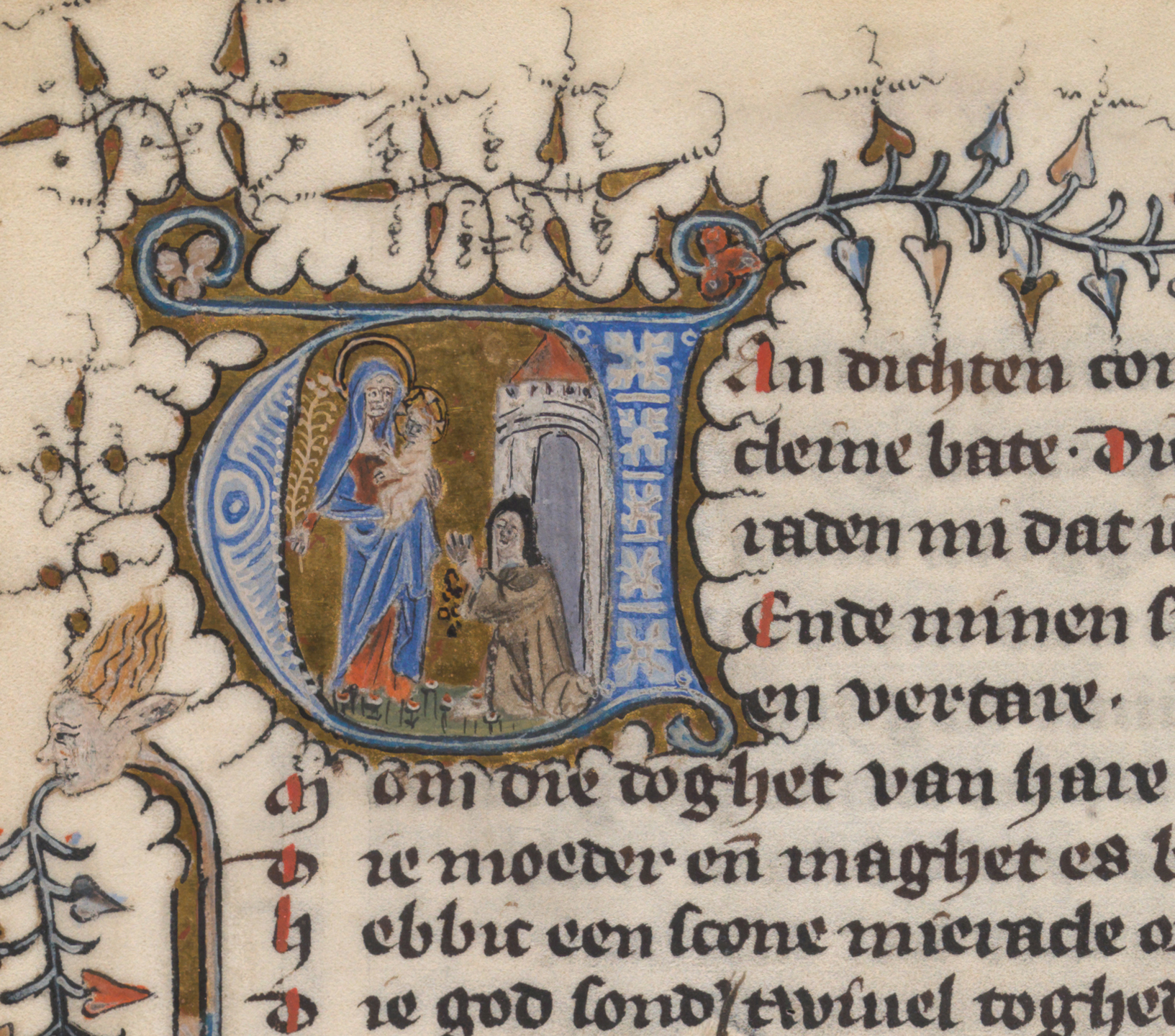
Enluminure de l'initiale du texte de la légende de Beatrijs. La Haye, Bibliothèque royale, 76 E 5

Beatrijs est une légende mariale en moyen néerlandais, datant du XIVe siècle. L'unique manuscrit transmettant la légende date de peu avant 1374 et est conservé à la Bibliothèque royale des Pays-Bas à La Haye, sous la cote KW 76 E 5. Le texte n'ayant pas de titre à l'origine, il est le plus souvent désigné du nom de son personnage principal, Beatrijs.

## Contenu
Beatrijs est une jeune novice qui abandonne la vie religieuse pour suivre un jeune homme. Elle lui donne rendez-vous hors des murs du couvent. Les amoureux se rencontrent sous l'églantier (symbole traditionnel de l'amour). Tous deux s'enfuient et tout se passe bien: le couple a deux enfants et mène une vie luxueuse.
Au bout de sept ans, l'argent vient à manquer. L'homme s'en va et Beatrijs reste seule avec ses enfants. D'origine noble, elle est trop fière pour demander l'aumône dans l'enceinte de la ville, où elle pourrait être reconnue. Elle décide donc de vendre son corps, ce qui se déroule hors des murs et est donc plus discret. Au bout d'un certain temps, elle réalise que se prostituer est un péché et décide malgré tout d'aller mendier : en choisissant cette existence vagabonde, elle ne doit plus s'humilier dans sa propre ville. Malgré sa vie de pécheresse, Beatrijs reste fidèle à Marie et la prie tous les jours.
Elle aboutit par hasard près de son ancien couvent. Elle est hébergée par une veuve, à laquelle elle demande des nouvelles. Elle apprend ainsi que sa disparition est passée inaperçue. Trois visions lui font comprendre que, pendant quatorze ans, Marie a pris son aspect, porté son habit et accompli ses tâches. Cela lui rend courage. Dès qu'elle peut laisser ses enfants en sécurité auprès de la veuve, elle reprend sa place au couvent. Lors de la visite annuelle de l'abbé, Beatrijs confesse ses péchés et est pardonnée, à la condition que son histoire puisse servir à l'édification. L'abbé prend soin personnellement des enfants de Beatrijs. Ce n'est qu'alors que le texte mentionne son nom.

## Interprétation
Beatrijs reprend un certain nombre de conventions, dont la signification était évidente au Moyen Âge mais ne l'est pas forcément aujourd'hui.

### Symbolique des nombres
- 3 (l. 704): Beatrijs a trois visions successives lui faisant comprendre qu'elle devait retourner au couvent. Deux visions n'auraient pas suffi, surtout que le chiffre 2 était considéré comme terrestre voire diabolique. Le chiffre 3 par contre est considéré comme divin, se rapportant à la Sainte Trinité. Au bout de deux visions, l'héroïne n'est toujours pas sûre de l'origine du message : ce pourrait être le diable, qui cherche à la tromper. La troisième vision met fin à ses doutes et Beatrijs ose retourner au couvent.
- 5 (l. 4-8): L'auteur souhaite honorer Marie et décrit cela en cinq lignes. Le nombre 5 est, au Moyen Âge, lié avec Marie dont le nom compte cinq lettres, ce qui est souligné dans le manuscrit même, au moyen de la lettrine "V" du premier vers (Van dichten comt mi cleine bate), qui représente aussi le chiffre romain V (5).
- 7 (l. 326): Dans un contexte biblique, le chiffre 7, connu aussi comme nombre parfait, reçoit la valeur spéciale d'une "grande période". Les événements de la vie de Beatrijs se déroulent suivant des cycles de sept ans: elle vit d'abord sept ans au couvent; sa vie mondaine compte sept années de bonheur puis sept années de malheur. On peut comparer ce motif avec le récit des sept années grasses et sept années maigres (Genèse 41:25-31).

### Symbolique des couleurs
- Le bleu et le blanc (l. 272): Beatrijs quitte le couvent vêtue de sa chemise blanche. Elle reçoit de son amant une robe bleue: ce sont les couleurs souvent utilisées dans les représentations médiévales de Marie. Le bleu est la couleur du ciel et le blanc est la couleur de la pureté. Le rouge a également une valeur symbolique dans l'histoire: il représente l'amour.

### Lieux
- Églantier (l. 268): L'églantier, où Beatrijs et son amant se retrouvent, symbolise dans la littérature courtoise tant l'amour céleste de Marie que l'amour terrestre.
- Le Locus amoenus (littéralement: "endroit agréable" (l.330): des chants d'oiseaux et le parfum des fleurs plantent le décor dans la forêt. Il s'agit d'une figure typique de la poésie courtoise. C'est là que l'amant demande à Beatrijs de l'aimer. La requête n'est pas déplacée mais Beatrijs refuse, non pas par pruderie mais parce que la bienséance veut qu'une dame de sa condition ne se donne pas en pleine nature.

## Place dans la littérature moyen-néerlandaise
Beatrijs est un exemple de légende mariale. Ces légendes voient l'intervention de Marie (le plus souvent par le biais d'un miracle) et permettent au protagoniste de recevoir le pardon de ses péchés. Ces récits fournissent ainsi une morale: aussi grand que soit votre péché, si vous restez fidèle à Marie, montrez un repentir et allez vous confesser, votre péché peut être pardonné. Ce message est d'ailleurs énoncé clairement à la fin du récit:
Nu bidden wi alle, cleine ende groet,
Die dese miracle horen lesen,
Dat Maria moet wesen
Ons vorsprake int soete dal
Daar God die werelt doemen sal. 

(Prions, petits et grands, à qui ce miracle a été proposé: qu'il plaise à Marie d'intercéder pour nous dans la douce vallée où Dieu jugera le monde.)
Ces dernières lignes montrent aussi le rôle particulier de Marie, médiatrice entre l'homme et Dieu.
L'histoire de Beatrijs était déjà connue depuis longtemps. L'auteur s'est inspiré du moine cistercien Césaire de Heisterbach, qui avait mis en scène l'amoureux et la nonne repentie dans son Dialogus Miraculorum (1223) et ses Libri Octo Miraculorum (1227), deux recueils de contes pieux.

## Auteur
L'auteur est inconnu. Certains pensent qu'il était un récitant professionnel qui gagnait sa vie en racontant des histoires d'une cour à l'autre.
Il faut noter la petite césure qui tombe juste avant la ligne 919. Certains y décèlent la trace de l'intervention d'un second auteur. Beatrijs rentre au couvent (l. 787) et reprend ses tâches. Bien que tenaillée par le remords, elle n'ose confier à personne ses péchés (l. 912-918). Cela semble être une fin de récit, les 122 lignes supplémentaires étant alors ajoutées par un autre auteur.
Cependant, pour des lecteurs du Moyen âge, il n'était pas possible que l'histoire se termine sans que Beatrijs ait confessé ses péchés. L'histoire se poursuit donc par une vision (l. 932-970) qui indique à Beatrijs que ses remords ne sont pas suffisants et que la seule voie pour obtenir le pardon est la confession.
Elle va donc voir l'abbé et lui raconte ses péchés (l. 974-981); elle est pardonnée et la morale du récit apparaît clairement : la confession est indispensable  pour le salut des âmes. Cette conclusion peut donc avoir été écrite par le même auteur.

## Traductions et adaptations
André G. Vanstraelen a publié en 1968 une traduction en néerlandais moderne, accessible sur la 'Digitale Bibliotheek voor Nederlandse Letteren (DBNL). Le texte a été réimprimé en 1983 puis en 1999.
La traduction de H. Adema suit plus fidèlement le texte (en prose, sans les contraintes de la rime).
Afrikaans
- P. C. Schoonees, Beatrys, 'n middeleeuse juweel (1939, traduction en prose).

Allemand
- Wilhelm Berg (ps. Lina Schneider), Beatrijs. Eine Legende aus dem 14. Jahrhundert. Hochdeutsche metrische Übersetzung (Haag, 1870)
- A.W. Sanders van Loo, Beilage zu Beatrijs, illustriert von Ch. Doudelet. Deutsche Uebersetzung des niederlaendischen Textes (Antwerpen, 1901, traduction en vers, réédition anonyme en 1938)
- Friedrich Markus Hübner, Beatrix. Eine Brabantische Legende (Leipzig, 1919, traduction en vers)

Anglais
- Harold de Wolf Fuller, Beatrice: A legend of our lady (1909, traduction en vers)
- Pieter Geyl, The tale of Beatrice (1927, traduction en vers, rééditée en 1938)

Esperanto
- G. Berveling, Beatrijs (2010, 2e édition)

Français
- Lucien De Busscher, Béatrix: légende du XIIIe siècle. Traduit pour la première fois du flamand en français (1897, traduction en prose).
- Maurice Maeterlinck, Sœur Béatrice. Miracle en trois actes (1901)
- Herman Teirlinck, Béatrix: Opéra en 3 tableaux après le drame "Ik dien" de Herman Teirlinck (Traduction française par Teirlinck de son propre livret pour l'opéra de Ignace Lilien)

Frison
- Klaas Bruinsma, Béatrys (1993, traduction en vers)

Italien
- Luisa Ferrini, Beatrijs. La leggenda della sacrestana (Pisa, 2004)

Néerlandais
- J.A. Alberdingk Thijm, Beatrijs dans: J.A. Alberdingk Thijm, Legenden en fantaiziën (Amsterdam, 1847)
- P.C. Boutens, Beatrijs', in De XXe eeuw (1907).
- Jozef de Cock, Van een non die Beatrijs heette dans: Bloemenhoedjes (Brugge, 1911)
- A. van Wilderode, De Beatrijslegende (2 mei 1960, adaptation pour la télévision)
- Willem Wilmink (traducteur) & Theo Meder (éditeur), Beatrijs. Een middeleeuws Maria-mirakel (Amsterdam, 1995, traduction en vers)
- Ed Franck, Beatrijs (Averbode, 1997, adaptation en prose pour la jeunesse à destination d'un film sorti en Flandre)
- André G. Vanstraelen, Beatrijs, mijn moeder. Naar een middeleeuws verhaal (Dilbeek: compte d'auteur, octobre 2011)

## Divers
- L'histoire de Beatrijs a fait l'objet d'une pièce radiophonique en néerlandais.
- Beatrijs était aussi le titre d'un hebdomadaire féminin catholique publié aux Pays-Bas.

## Sources et études

### Manuscrit
- Den Haag, Koninklijke Bibliotheek, 76 E 5.
(Il est possible de parcourir virtuellement le manuscrit : kb.nl).